# Виселок
Ви́селок (у множині висілки) — тип населеного пункту сільського типу, вид селянських поселень.
Висілки утворювались в результаті розмежовування та виходу частин землевласників з основного поселення. Кожному новому господарству, що виселялося, надавалось право самостійного земельного товариства як економічно, так і юридично.
У радянські часи висілки утворювались при утворенні окремих ланок колгоспів. Після зростання населення більшість висілків перетворювались на присілки чи селища, а при економічному розростанні колгоспні висілки перетворювались на радгоспи.
У 1960-ті — 1970-ті роки більшість висілків були ліквідовані як «неперспективні».